# Forges de Lanouée (monument historique)
Pour l’article homonyme, voir Forges de Lanouée pour la commune.
Les forges de Lanouée sont une ancienne forge située sur l'ancienne commune des Forges (commune nouvelle de Forges de Lanouée, dans le département du Morbihan, en France).

## Localisation
Les forges sont situées en bordure du Lié, à l'ouest du bourg des Forges.

## Historique
La forge est construite en 1762 par le duc de Rohan, à la suite d'une autorisation du roi Louis XV par lettres patentes du 26 avril 1756, et lui appartient jusqu'en 1802, date à laquelle elle est vendue au baron Louis Henri de Janzé (également acquéreur des forges des Salles). La forge ferme en 1864 mais le haut fourneau reste actif jusqu'en 1885.
« Les forges de la Nouée (Lanouée), créées en 1762, occupaient 90 mineurs, 80 bûcherons, 50 forgerons. La production d'une gueuse de fonte du poids de 2 000 livres exigeait 4 500 livres de minerai, 2 070 de charbon de bois et 450 de castine. (...) Les Forges de la Nouée (Lanouée) comportaient d'immenses bâtiments qui ont été construits pour servir d'ateliers à mouler, forer et tourner les canons que l'on comptait y faire. Le minerai se tirait de deux à trois lieues à la ronde (...). Les deux hauts fourneaux de la Nouée étaient alternativement mis à feu et produisaient chaque année : 1 500 milliers de fonte (7 500 quintaux) desquels il se moulait 300 milliers (1 500 quintaux) en bombes et en boulets pour Brest. Les 1 200 milliers restants (4 000 quintaux) étaient convertis en fer et rendaient, malgré sa qualité médiocre, environ 800 milliers de métal fabriqué (4 000 quintaux). (...) Les canons que l'on a voulu faire à la Nouée n'ont pas réussi à cause de la fonte blanche que cette usine fabriquait en grande quantité, mélangée à la fonte grise, les forets ne pénétraient pas ou avec peine (...) ».
Les Forges sont achetées en 1802 par le baron Louis de Janzé, qui en était alors le régisseur. En 1825 et à nouveau en 1839 le comte de Janzé, alors propriétaire des Forges, demande une réduction de son revenu imposable et donc des impôts qu'il doit payer à la commune de Lanouée.
La baronne de Janzé, ruinée, vendit à son tour le château des Forges de Lanouée en 1925 à M. Lebreton, entrepreneur au port de Lorient, qui le légua à sa fille, épouse de M. Renault, industriel à Angers ; leur fille, épouse du commandant Levesque, mort en 1945, en fut ensuite propriétaire.
Le haut-fourneau est inscrit au titre des monuments historiques en 2003.
Le Château des forges de Lanouée (comprenant les bâtiments, jardins et bassins) est inscrit au titre des monuments historiques en 2007.

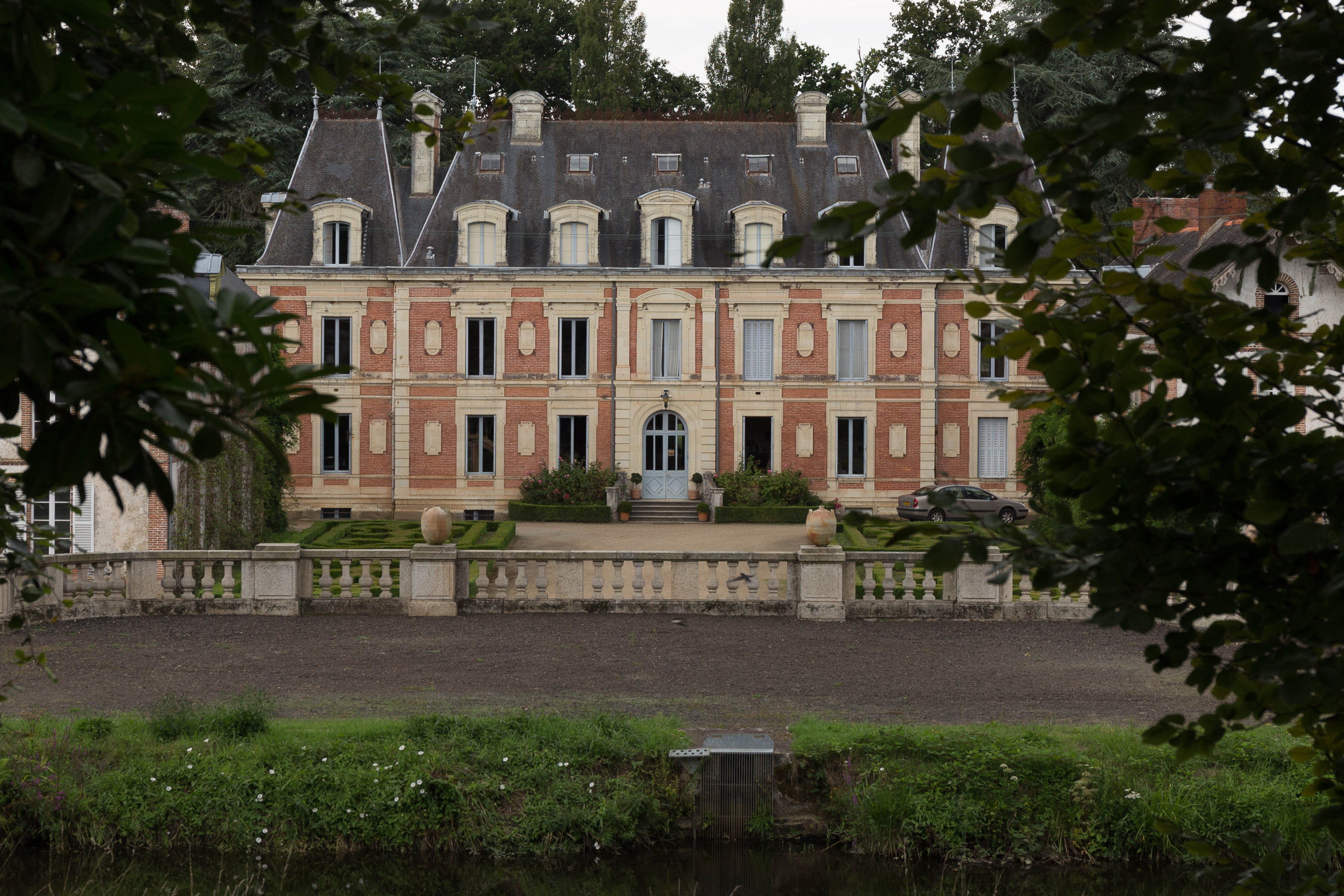
Le château
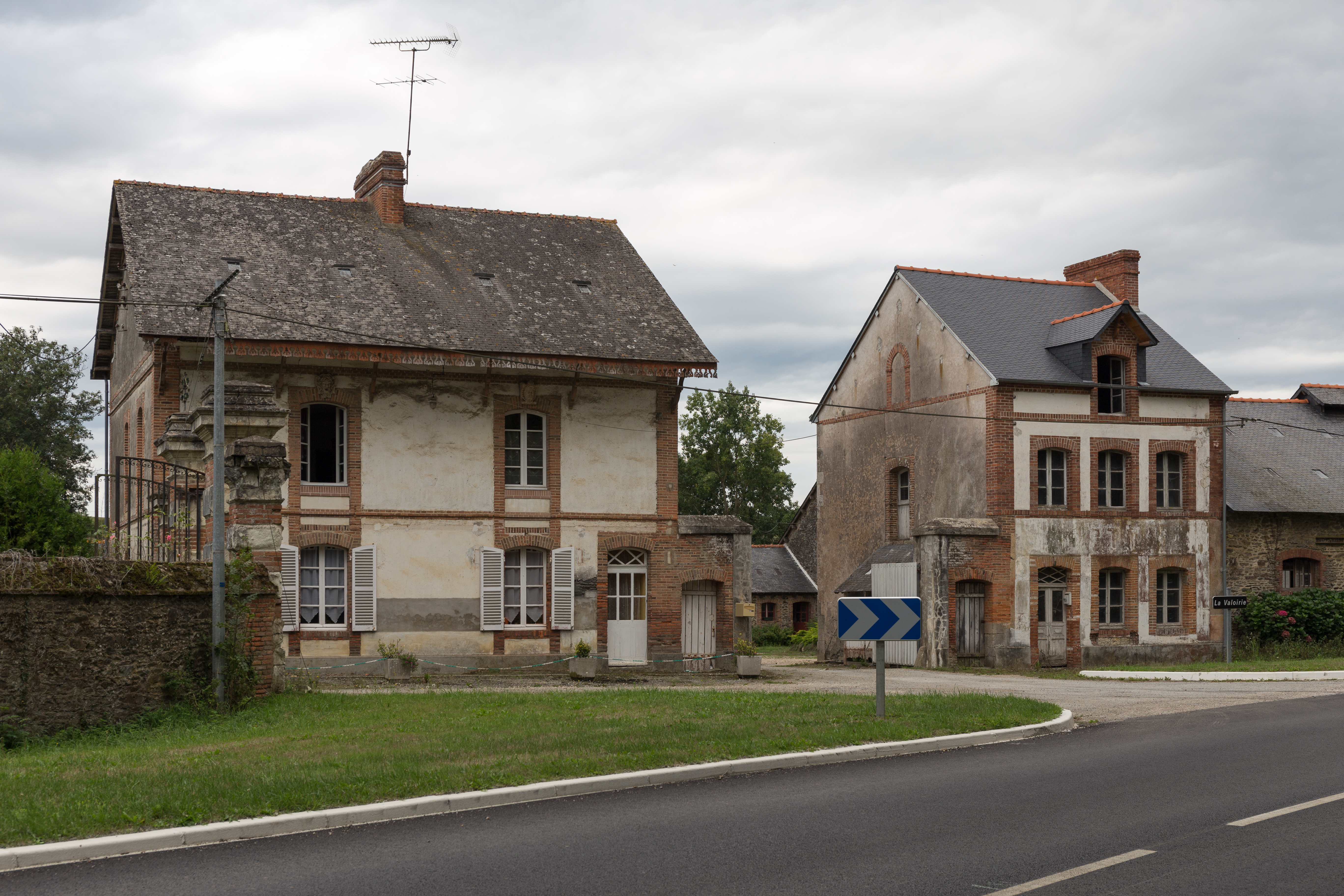
La ferme du château
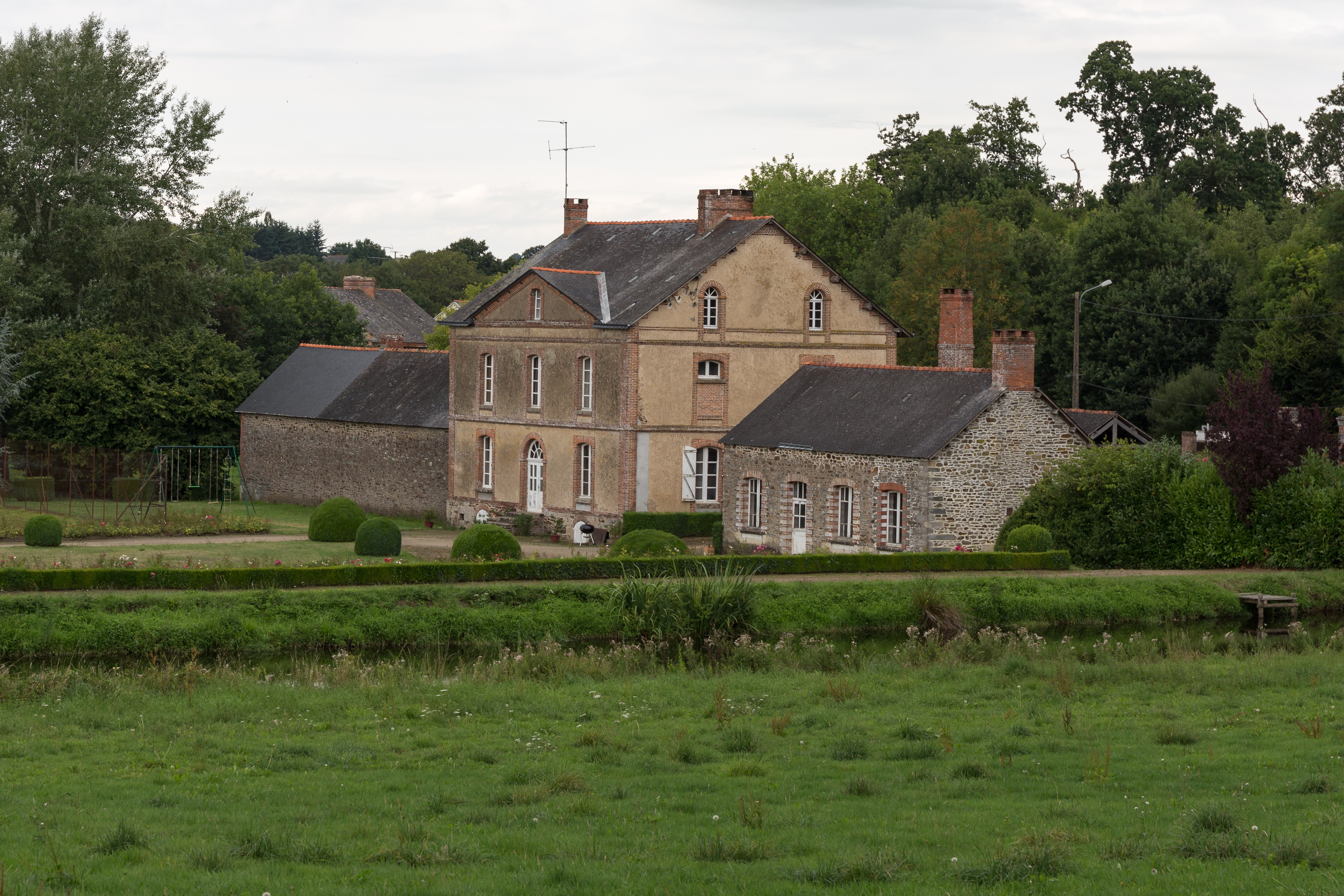
La maison du contremaître
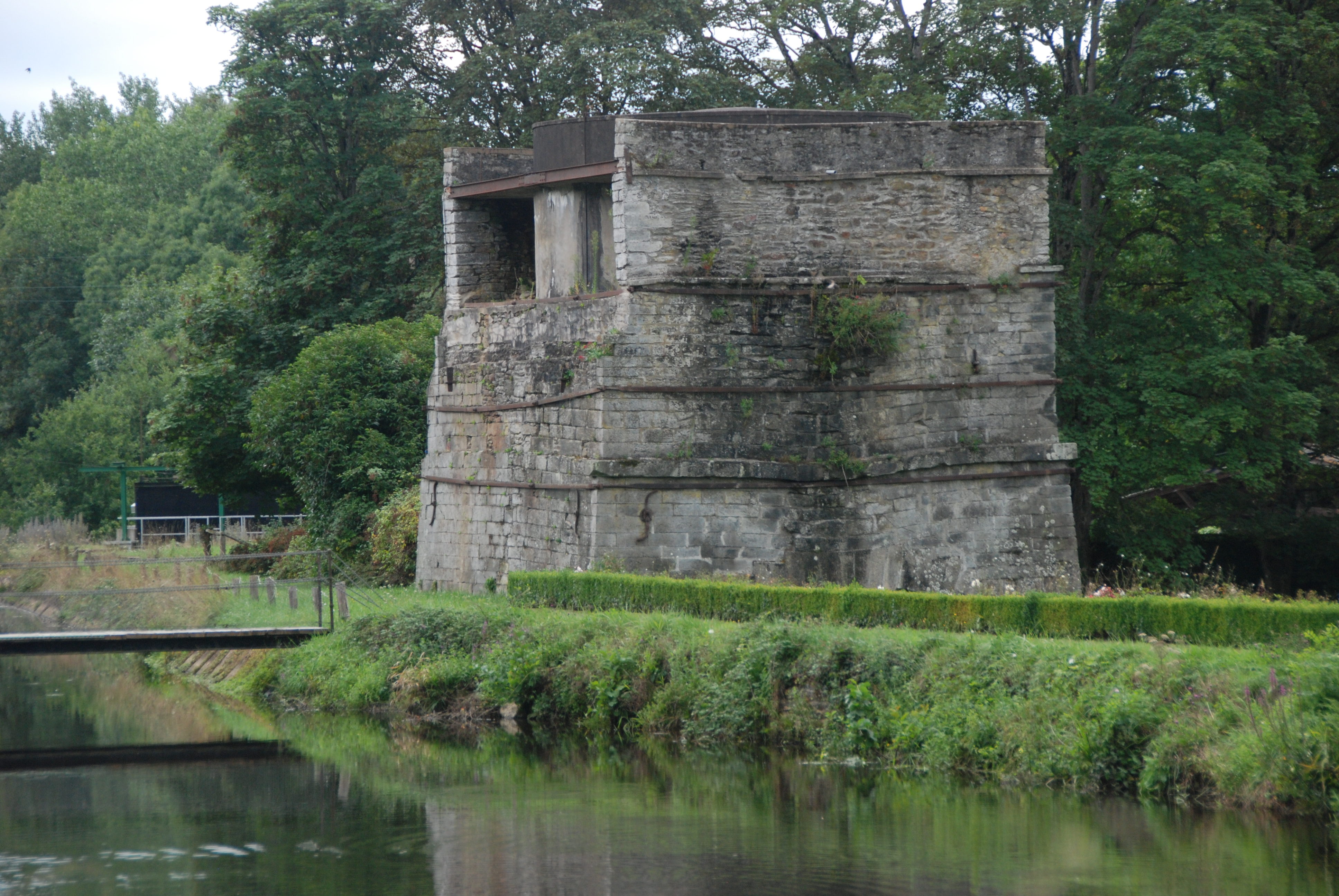
Le haut-fourneau
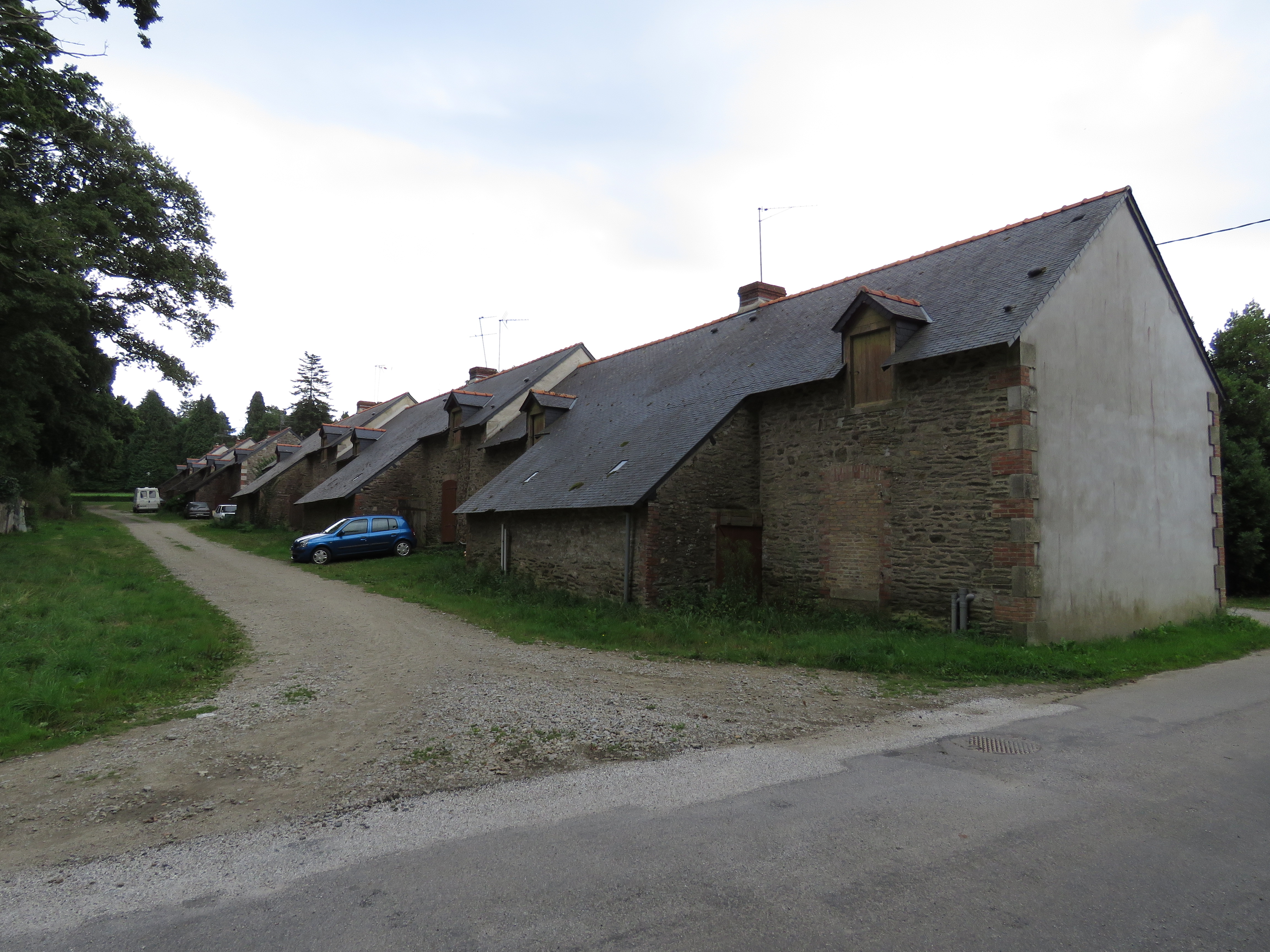
Les maisons ouvrières